# سنون
شهر سنون (به فرانسوی: Cenon) در شهرستان ژیروند در ناحیه ناحیه آکیتن با جمعیت ۲۳٬۱۷۱ نفر در کشور فرانسه واقع شده است